# 三木直大
三木 直大（みき なおたけ、1951年 - ）は、日本の中国文学者、広島大学名誉教授。
大阪府に生まれる。1983年に（旧）東京都立大学大学院博士課程を満期退学した。愛媛大学教養部助教授、広島大学総合科学部助教授を経て、教授となる。2016年3月に定年退官して、名誉教授となる。

## 翻訳
- 「記憶のなかで」朱天心「将軍の記念碑」張大春『台北ストーリー』国書刊行会 新しい台湾の文学 1999
- 『金水[シン]」王拓「腐乱」宋沢莱『鹿港からきた男』山口守編訳 国書刊行会 新しい台湾の文学 2001
- 『母親 /山の女」李喬『客家の女たち』国書刊行会 新しい台湾の文学 2002
- 『シリーズ台湾現代詩 楊牧・余光中・鄭愁予・白萩』上田哲二,是永駿,島田順子共訳 国書刊行会 2004
- 李喬『寒夜』岡崎郁子共訳 国書刊行会 新しい台湾の文学 2005
- 『暗幕の形象 陳千武詩集』編 思潮社 台湾現代詩人シリーズ 2006
- 『越えられない歴史 林亨泰詩集』編訳 思潮社 台湾現代詩人シリーズ 2006
- 『鹿の哀しみ 許悔之詩集』編訳 思潮社 台湾現代詩人シリーズ 2007
- 張系国『星雲組曲 因為即使是回憶、也需要生命的照耀。』山口守共訳 国書刊行会 新しい台湾の文学 2007
- 「ハノイのハンサムボーイ」阮慶岳『台湾セクシュアル・マイノリティ文学 3』黄英哲,白水紀子,垂水千恵編 作品社 2009
- 「クィア・ファミリー・ロマンス」張小虹『台湾セクシュアル・マイノリティ文学 4』黄英哲, 白水紀子, 垂水千恵編 作品社 2009
- 『乱 向陽詩集』編訳 思潮社 台湾現代詩人シリーズ 2009
- 『新しい世界 鴻鴻詩集』編訳 思潮社 台湾現代詩人シリーズ 2011
- 『無明の涙 陳克華詩集』編訳 思潮社 台湾現代詩人シリーズ 2011　ISBN 978-4-7837-2897-9
- 鍾文音『短歌行 台湾百年物語』上田哲二, 山口守,池上貞子共訳 作品社 2012